# Sockel SP6
Sockel SP6 (LGA 4844) ist ein Land-Grid-Array-CPU-Sockel, der von AMD entwickelt wird und ohne Einfügungskraft auskommt. Er ist speziell für die Unterstützung der Server CPUs mit Zen 4c-basierten Epyc Siena-Serverprozessoren entwickelt, die am 18. September 2023 auf den Markt kamen. Dieser Sockel ist für Serversysteme konzipiert, die sich auf die Bereiche Infrastruktur- und Edge-Computing konzentrieren.

## Geschichte
Im November 2022 führte AMD den SP5-Sockel gemeinsam mit seiner Epyc 9004-Prozessorserie (Codename: Genoa) auf dem Markt ein. Aufgrund seiner beträchtlichen physischen Größe und des damit verbundenen großen thermischen Fußabdrucks ist der SP5 für bestimmte Edge-Anwendungen ungeeignet. Als Reaktion darauf wurde der SP6-Sockel entwickelt – eine kompaktere Variante des SP5-Sockels mit weniger Pins und eingeschränkterer Speicherunterstützung. Dies führte zu einer Reduzierung der Abmessungen von 72 × 75,4 mm auf 58,5 × 75,4 mm, was dem Standard des SP3-Sockels entspricht.
Der SP6-Sockel wurde entwickelt, um spezifische Segmente des Servermarktes zu bedienen, in denen nicht nur die Leistung, sondern auch Kosten, Wert, begrenzter Platzbedarf sowie niedriger Stromverbrauch und Wärmeableitung von entscheidender Bedeutung sind. Dies gilt besonders für Bereiche wie Infrastructure Computing und Edge Computing. Derzeit wird ausschließlich die Epyc-Prozessorreihe "Siena" von diesem Sockel unterstützt, und er bietet Unterstützung für Prozessor-TDPs von bis zu 200 W.

## Neuerungen
- Unterstützt 6 DDR5-ECC-RAM-Kanäle
- Unterstützt 96 Lanes der PCIe 5.0
- Unterstützt 48 CXL 1.1-Lanes (als Teilmenge der PCIe 5.0-Lanes)
- Als Einzelsockel ausgelegt